# 휴먼터치 인
휴먼터치 인은 매주 수요일 오후 1시 KBS 1TV KBS 네트워크 특선, 수요일 저녁 7시 35분에 KBS창원방송총국에서 방송한 한국방송공사의 텔레비전 프로그램이다.

## 기획 의도
경남 사람들이 살아온 유쾌하고 진솔한 삶의 이야기를 담아내려한다. 추억을 돋게 하고 편안한 안식처가 될 사람들의 이야기

## 방송 시간
| 방송 채널       | 방송 기간                         | 방송 시간                              |
| --------------- | --------------------------------- | -------------------------------------- |
| KBS창원방송총국 | 2017년 3월 8일 ~ 2018년 9월 5일   | 매주 수요일 저녁 7:35 ~ 밤 8:25 (55분) |
| KBS 1TV         | 2017년 3월 20일 ~ 2017년 5월 22일 | 매주 월요일 오후 1:05 ~ 1:55 (50분)    |
| KBS 1TV         | 2017년 6월 7일 ~ 2018년 9월 12일  | 매주 수요일 오후 1:00 ~ 1:50 (50분)    |

## 방송 회차

### 2017년
| 회차 | 방송일   | 제목 (원제)                              |
| ---- | -------- | ---------------------------------------- |
| 1회  | 3월 8일  | 60년 제화공 전명삼씨                     |
| 2회  | 3월 15일 | 시골의사 청진기 - 이종규 가정의학과 원장 |
| 3회  | 3월 22일 | 철의 아버지 공창석씨                     |
| 4회  | 3월 29일 | 기부천사 한시형제                        |
| 5회  | 4월 5일  | 무대뒤의 삶 극단 에테르의 꿈             |
| 6회  | 4월 12일 | 김현정 셰프의 통영별곡                   |
| 7회  | 4월 19일 | 수제식초 만드는 순희엄마                 |
| 8회  | 4월 26일 | 사는게 꽃 같네, 정크아티스트 임종씨      |
| 9회  | 5월 17일 | 스님의 정원                              |
| 10회 | 5월 24일 | 숲에 살어리랏다, 숲지기 김덕한씨 부부    |
| 11회 | 6월 7일  | 남자들의 공간, 그곳에                    |
| 12회 | 6월 14일 | 진자리에 다시 꽃은 피고                  |
| 13회 | 6월 21일 | 돌고래 부부의 푸른 꿈                    |
| 14회 | 6월 28일 | 울릉도 소꿉놀이                          |
| 15회 | 7월 5일  | 고향으로 돌아온 각설이                   |
| 16회 | 7월 12일 | 야구야 놀자 랠리다이노스 응원단          |
| 17회 | 7월 19일 | 아사달의 후예 석공 윤만걸                |
| 18회 | 7월 26일 | 세상의 한 귀퉁이, 전파사                 |
| 19회 | 8월 2일  | 맥가이버 괴짜 소방관 황상철씨            |
| 20회 | 8월 9일  | 인생이라는 여행, 여행전문가 이현동       |
| 21회 | 8월 16일 | 청학동 부부의 살맛나는 인생조리서        |
| 22회 | 8월 23일 | 검은 머리 파뿌리 될 때까지               |